# Joan McAlpine
Joan McAlpine (Gourock, 28 de janeiro de 1962) é uma jornalista escocesa e ex-política do Partido Nacional Escocês. Ela foi membro do Parlamento Escocês (abreviado do inglês: MSP) para a região do Sul da Escócia de 2011 a 2021. Ela tem uma coluna de jornal no The Daily Record e é autora do blog Go Lassie Go, que ganhou um prêmio como melhor blog de mídia escocês.
McAlpine é conhecida por sua oposição à reforma da Lei de Reconhecimento de Gênero e por suas opiniões sobre sexo e gênero.

## Primeiros anos e educação
McAlpine nasceu em Gourock, Renfrewshire, e frequentou a Escola Primária de St Ninian em Gourock e a Escola Secundária de St Columba, em Greenock. Ela tem um mestrado (Hons) em História Escocesa e História Econômica pela Universidade de Glasgow. Ela também tem um diploma de pós-graduação em jornalismo jornalístico pela City University of London. McAlpine foi casada com o escritor e músico Pat Kane, com quem tem duas filhas.
McAlpine começou sua carreira no Greenock Telegraph em 1987. Ela passou a trabalhar para The Scotsman e The Sunday Times, onde ganhou o prêmio de Jornalista Escocesa do Ano em 1999. Em 2000, foi indicada como editora do The Sunday Times Scotland e, no ano seguinte, tornou-se editora adjunta do The Herald; a primeira mulher a ocupar o cargo, embora não seja a primeira editora de um jornal escocês. Ela também escreveu uma coluna semanal para The Scotsman. Seu blog, Go Lassie Go, foi eleito o melhor blog de mídia da Escócia em 2010.
Em 1994, McAlpine foi coautora de um livro sobre a história da campanha contra o poll tax, A Time to Rage, ao lado do ativista político Tommy Sheridan. Em 1999, um programa Border Television escrito e apresentado por McAlpine, Crossing the Border, recebeu um elogio, mas nenhum prêmio no New York Television Festival.

## Membro do Parlamento Escocês
McAlpine foi eleita para ser um dos membros da Região Sul da Escócia nas eleições para o Parlamento Escocês de 2011. Foi assessora de mídia do parlamento. McAlpine escreveu discursos para o então Primeiro Ministro da Escócia, Alex Salmond, e trabalhou como seu oficial de ligação no parlamento.
Em novembro de 2011, descobriu-se que um membro da equipe de McAlpine, Gail Lythgoe, enviou um e-mail a um grupo em defesa dos direitos das mulheres, alegando que o político trabalhista, Ian Davidson, tem um histórico de intimidar mulheres e pediu que se manifestassem contra ele enquanto pedia que não revelassem o envolvimento da membro do parlamento escocês que estimula o ato de se manifestar. O e-mail vazou mais tarde e Lythgoe se desculpou publicamente por fazer alegações infundadas com o Partido Trabalhista, afirmando que isso era resultado de uma "campanha de truques sujos" do Partido Nacional Escocês contra Davidson, e pediu uma investigação sobre o caso.
Em janeiro de 2012, enquanto os membros do Parlamento Escocês debatiam planos sobre o momento de um referendo de independência, McAlpine disse que: "Eu absolutamente não peço desculpas por dizer que os liberais, o Partido Trabalhista e os conservadores são anti-escoceses", provocando uma condenação generalizada de outros partidos políticos. O então vice-líder do Partido Trabalhista Escocês, Anas Sarwar, afirmou: "O que está sendo questionado aqui é meu compromisso e meu amor pelo meu país. O país em que nasci e cresci, o país para o qual meu avô veio em 1939 sem nada e construiu sua vida. Isso é muito sério."
Em março de 2012, McAlpine comparou um local da Escócia no Reino Unido com uma mulher em um casamento abusivo com um homem dominador e afirmou que os partidos políticos rivais estavam se comportando de maneira sexista e misógina. A deputada trabalhista Margaret Curran disse: "Comparar o Reino Unido com um casamento abusivo é absurdo e ofensivo para homens ou mulheres genuinamente presos nesse tipo de relacionamento".
Em maio de 2012, McAlpine foi repreendida pelo Presidente do Parlamento Escocês por não comparecer às Perguntas Ministeriais referente a uma questão no qual ela havia apresentado no Parlamento escocês, ela estava jantando em um restaurante.
Em fevereiro de 2014, McAlpine se referiu ao Presidente do Parlamento Escocês depois que surgiram preocupações de que ela havia infringido as regras parlamentares ao reivindicar despesas. McAlpine havia faturado ao contribuinte 1 750 euros depois de ter contratado a fotógrafa de paisagens Jane McLachlan por dez dias para tirar fotos para as publicações de seu eleitorado. No entanto, antes de sua eleição, McAlpine teve um caso com o marido de McLachlan, Mark. McLachlan alegou que o trabalho de fotografia nunca havia sido realizado e McAlpine devolveu o dinheiro em 2012. Posteriormente, ela foi inocentada de qualquer irregularidade e Derek Croll, chefe de recursos financeiros da Holyrood, concluiu: "O Corpo Corporativo Parlamentar Escocês (abreviado em inglês: SPCB) considerou um relatório sobre o assunto em sua reunião esta manhã. Estou escrevendo para informar a você [Joan McAlpine] que, com base no relatório e anexos apresentados à entidade coletiva, o SPCB determinou que não havia provas de que uma violação das regras do esquema tenha ocorrido."
McAlpine concorreu como candidata do Partido Nacional Escocês por Dumfriesshire nas eleições para o parlamento escocês de 2021, perdendo para Oliver Mundell. Ela também estava na lista da legenda para o Sul da Escócia, mas não conseguiu a reeleição.

### Ponto de vista sobre sexo e gênero
Em fevereiro de 2019, McAlpine twittou explicando sua crença de que o censo escocês deveria registrar o sexo biológico para monitorar a discriminação sexual e questionando a influência das principais partes interessadas no processo de consulta do governo escocês. Isso a levou a receber abuso online, incluindo ameaças de alguns alegando ser membros do Partido Nacional Escocês de que tentariam desconsiderá-la como membro do parlamento escocês, apesar do fato de não existir nenhum mecanismo de desfiliação dentro do partido. Suas reivindicações sobre o financiamento e o papel de várias organizações de mulheres levaram à publicação de uma carta aberta repreendendo suas reivindicações, assinada por organizações como Engender Scotland, Equate Scotland e Close the Gap. Em maio de 2019, o convite de McAlpine para a feminista radical transexcludente, Meghan Murphy, para falar em Holyrood causou mais controvérsia como resultado das visões transexcludentes percebidas de Murphy. Escrevendo no The Spectator, Stephen Daisley descreveu McAlpine como uma "crítica de gênero" e definiu a reação negativa que ela recebeu por sua postura.
Em 2019, o Parlamento escocês debateu o projeto de lei do Censo, uma emenda sobre uma proposta dos Registros Nacionais da Escócia (abreviado do inglês: NRS) para incluir uma opção de gênero não-binário no censo do Reino Unido de 2021 na Escócia. Antes do debate, a Comissão de Cultura, Turismo, Europa e Relações Externas, da qual McAlpine foi a organizadora, publicou um relatório "altamente crítico", denunciando a falta de consulta aos grupos de mulheres e afirmando que isso levou o NRS a confundir sexo com identidade de gênero. Falando durante a fase 3 da discussão do Censo, McAlpine citou Simone de Beauvoir, criticando o fato de que "o guarda-chuva trans de Stonewall inclui pessoas sem tratamento médico que refutam a alegação de que têm uma condição psicológica" e afirmou que ela "rejeita o conceito de identidade de gênero inata". Após o debate, McAlpine escreveu um artigo publicado no jornal The Times, afirmando que acreditava que as mulheres seriam apagadas "como uma classe sexual biológica" se uma opção sexual não binária fosse incluída. McAlpine, no entanto, votou a favor do projeto, que foi aprovado por  unanimidade.
Em novembro de 2019, foi anunciado que McAlpine e um membro do Partido Trabalhista, Jenny Marra, realizariam um evento em nome da "Campanha de Direitos Humanos das Mulheres", um evento internacional lançado em Nova Iorque em março de 2019. A campanha afirma que seu foco está na "importância de manter a atual definição de mulher baseada no sexo". O anúncio foi recebido com críticas de alguns grupos feministas e LGBT, incluindo Engender, The Equality Network e Scottish Trans Alliance, que expressaram sua preocupação de que os objetivos da campanha violassem a lei de direitos humanos e, em particular, os direitos das pessoas transgênero. Uma porta-voz da Campanha respondeu que seu objetivo era "reafirmar os direitos das mulheres com base no sexo, conforme estabelecido em documentos internacionais de direitos humanos".